# Nannocyrtopogon howlandi
Nannocyrtopogon howlandi là một loài ruồi trong họ Asilidae. Nannocyrtopogon howlandi được Wilcox & Martin miêu tả năm 1957. Loài này phân bố ở vùng Tân Bắc giới.